# Рославка (Башкортостан)
Рославка — деревня в Ишимбайском районе Башкортостана, входит в состав Кузяновского сельсовета.

## История
Основана в 1920-е годы в Макаровской волости как хутор Рославский. В 1925 году было 9 дворов. С 1930-х годов — современные статус и название.

## Население
| 2002 | 2009 | 2010 |
| ---- | ---- | ---- |
| 0    | →0   | →0   |

В 1939 г. — 253 чел., 1959 г. — 278 чел., в 1969 г. — 146 чел.

## Географическое положение
Находится на р. Ямаш.
Расстояние до:
- районного центра (Ишимбай): 73 км,
- центра сельсовета (Кузяново): 3 км,
- ближайшей ж/д станции (Стерлитамак): 70 км.

## Инфраструктура
Одна улица Центральная.